# Blattomerope polyneura
Blattomerope polyneura (лат.) — ископаемый вид насекомых-скорпионниц, единственный в составе рода Blattomerope из семейства Thaumatomeropidae (Mecoptera). Обнаружен в отложениях триаса (около 230 млн лет) в Кыргызстане.

## Этимология
Родовое название Blattomerope происходит от сочетания латинских родовых названий Blatta и Merope, а видовой эпитет B. polyneura — от латинского слова polyneura («многожилковая»).

## Распространение
Обнаружен в Кыргызстане в отложениях триаса (Мадиген, Dzhailoucho, карнийский ярус, около 230 млн лет).

## Описание
Длина переднего крыла 12 мм. Жилка SC ветвится на 6 продольных жилок. Жилка R также имеет шесть вершинных ответвлений. У жилок RS, MA и MP в сумме более 35 ветвей.

## Систематика
Вид был впервые описан в 1974 году российским палеоэнтомологом Александром Павловичем Расницыным (ПИН РАН, Москва, Россия) по отпечаткам крыла и первоначально включён в состав семейства Meropeidae. Позднее Blattomerope и род Thaumatomerope рассматривались древнейшими представителями семейства Eomeropidae. Таксон Thaumatomeropidae был выделен в 1978 году в ранге подсемейства Thaumatomeropinae Willmann 1978 в Eomeropidae. В 1994 году повышено до статуса семейства. Тауматомеропиды демонстрируют мозаичное жилкование, близко напоминающее таковое у Meropeidae и Eomeropidae, но при этом отличающееся некоторыми более «примитивными» признаками..